# Bandstone Block
Der Bandstone Block ist ein nahezu rechteckiges und 300 m hohes Kliff aus Sandstein an der Ostküste der westantarktischen Alexander-I.-Insel. Er ragt 3 km nördlich des Triton Point an der Mündung des Venus-Gletschers in den George-VI-Sund auf.
Die Küste in der Umgebung dieses Kliffs wurde erstmals vom US-amerikanischen Polarforscher Lincoln Ellsworth bei einem Überflug am 23. November 1935 gesichtet und fotografiert. Diese Luftaufnahmen dienten dem US-amerikanischen Kartografen W. L. G. Joerg für eine grobe Kartierung. Der Falkland Islands Dependencies Survey nahm 1949 eine Vermessung vor und benannte das Kliff nach seiner auffälligen Bänderung durch die Sedimentschichten.